# Централен стадион (Актобе)
Централният стадион в Актобе, Казахстан, е многофункционален стадион.
На него домакинските си мачове играе ФК Актобе. Построен е през 1975 г. и е открит на 28 август същата година. Стадионът разполага с капацитет от 13 300 места.